# 2463 Sterpin
2463 Sterpin è un asteroide della fascia principale. Scoperto nel 1934, presenta un'orbita caratterizzata da un semiasse maggiore pari a 2,5997267 au e da un'eccentricità di 0,1549858, inclinata di 13,37981° rispetto all'eclittica.
L'asteroide è dedicato alla moglie dello scopritore, Julia Sterpin Van Biesbroeck.